# Alejandro Díez Macho
Alejandro Díez Macho (Villafría de la Peña, 13 de mayo de 1916-Barcelona el 6 de octubre de 1984) fue un sacerdote católico y eminente hebraísta a nivel internacional.

## Biografía
Nació en el antiguo municipio palentino de Villafría de la Peña el 13 de mayo de 1916. Una vez terminados los cursos de bachillerato, profesó en la Congregación de los Misioneros del Sagrado Corazón. Posteriormente realizó estudios de especialización en varias universidades españolas, europeas, norteamericanas y en Israel.
Es ampliamente conocido en todo el orbe, por su prestigio en materias relacionadas con los textos apócrifos de la Biblia, siendo su principal legado la colección Apócrifos del Antiguo Testamento, de siete volúmenes —aunque hasta 2018, habían sido publicados gradualmente, tan sólo, los seis primeros—.
En la década de 1950 invitó al profesor Alexander Sperber de Nueva York a la Universidad de Barcelona, donde desempeñó gran parte de su labor académica, para trabajar con otros colegas españoles en los manuscritos del Targum Neofiti.
Falleció en Barcelona el 6 de octubre de 1984.